# La Rendición de Bailén
La Rendición de Bailén es un óleo realizado en 1864 por el pintor español José Casado del Alisal. Sus dimensiones son de 338 × 500 cm.
La composición de la pintura está inspirada en La rendición de Breda (Las lanzas), de Diego Velázquez, y muestra el momento de la entrevista entre el general Castaños, a la izquierda, y el general Dupont, a la derecha, para acordar las condiciones de la rendición del ejército francés tras la batalla de Bailén, la cual tuvo lugar el 19 de julio de 1808 junto a la ciudad de Bailén.
En 1921 fue donada por el rey Alfonso XIII al Museo de Arte Moderno. En 1971 pasó, junto con el resto de los fondos del siglo XIX de dicha institución, al Museo del Prado, Madrid, donde se expone desde entonces, inicialmente en el Casón del Buen Retiro y desde 2009 en el Edificio Villanueva.